# Helge Åkesons Bibelöversättning
Helge Åkesons Bibelöversättning är en översättning av Bibeln gjord av fribaptisten Helge Åkeson. Den kom ut 1911. Översättningen följer den grekiska grundtexten nästan ord för ord, så nära att texten ofta blir svårläst. Som fribaptist trodde Åkesson inte att helvetet utgjorde ett evigt straff, utan var tidsbegränsat, och översätter därför evigt med ordet evärdigt/tidsålderlig. Åkeson återger Gudsnamnet יהוה (transkriberas JHVH eller JHWH) med Jehová, vilket vanligtvis återges med HERREN, HErren eller Herren. Åkesons översättning av Gamla Testamentet var den första svenska översättningen direkt från grundtextens hebreiska.[källa behövs] Gustav Vasas översättning gjordes nämligen med hjälp av tyska (Luther) och latin, och Karl XII:s bibel var bara en revision av denna.
Översättningen gavs ut i ny upplaga av Helgelseförbundets förlag 1993.

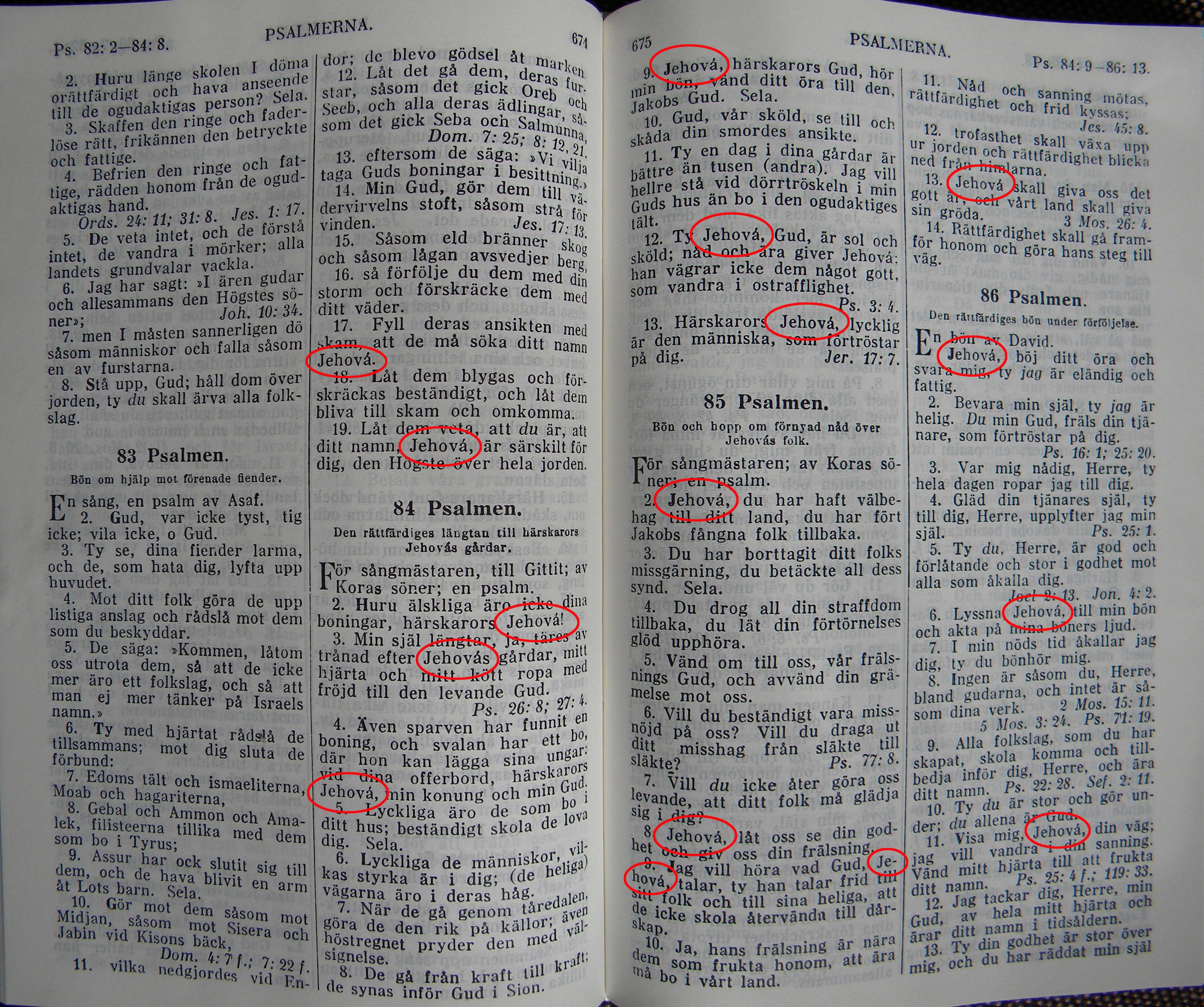
Helge Åkesons översättning av Psalm 83-85